# Lindsay (jméno)
Lindsey je ženské a mužské křestní jméno. Původ má z anglického a skotského příjmení, které původně utvořeno ze jména regionu Lindsey, hrabství Lincolnshire. Pochází ze starého toponyma Lindesege "Lindumský ostrov (deštivé místo)", tj. "mokřady Licolnovy".
Do roku 1960 to bylo jméno výhradně mužské (v Británii) a od roku 1970 (v Americe) se to stalo populární pro děvčata.

## Ženy
- Lindsay Armstrong, jihoafricko-australská spisovatelka
- Lindsay Cooper, britská muzikantka a politická aktivistka
- Lindsay Davenportová, americká tenistka
- Lindsey Davis, britská autorka
- Lyndsy Fonseca, americká herečka
- Lindsey German, britská politička
- Lindsay Hawker, britská oběť vraždy
- Lindsey Hilsum, britská reportérka
- Lindsey Jacobellisová, americká snowboardistka
- Lindsay Leeová-Watersová, americká tenistka
- Lindsay Lohan, americká herečka a zpěvačka
- Lindsey Russell, britská televisní uvaděčka
- Lindsey Stirling, americká houslistka ( zpěvačka, tanečnice)
- Lindsay Tarpley, americká fotbalistka
- Lindsey Van, americká lyžařka
- Lindsey Vonnová, americká alpská lyžařka

## Muži
- Lindsay Anderson, britský režisér
- Lindsay Brown, americký baseballista
- Lindsay Dawson, americký umělec
- Lindsay Gaze, australský basketbalista
- Lindsay Hamilton, britský fotbalista
- Lindsay Hoyle, člen parlamentu a politik
- Lindsay G. Merrithew, kanadský podnikatel, vedoucí výroby, producent a herec
- Lindsay Rogers, profesor veřejného práva

## Lindsay jako příjmení
- David Lyndsay, též hláskovaný jako Lindsay, básník u dvora Jakuba V. Skotského
- Sir Harry Lindsay, britský občanský sluha a administrátor
- James Lindsay, konzervativní politik
- James Alexander Lindsay (1815–1874), britský konzervativní člen parlamentu pro Wigan, 24. hrabě Crawfordu
- Sir Martin Lindsay, první baronet, britský politik a badatel (1905-1981)
- Maurice Lindsay, britský hlasatel, spisovatel a básník
- Maurice Lindsay, britský ragbista
- Patrick Lindsay, druhý ministr pro Gaeltacht (1914-1993)